# ایزوبوتیل استات
ایزوبوتیل استات (به انگلیسی: Isobutyl acetate) با فرمول شیمیایی C۶H۱۲O۲ یک ترکیب شیمیایی با شناسه پاب‌کم ۸۰۳۸ است. که جرم مولی آن 116.16 g/mol می‌باشد. شکل ظاهری این ترکیب، مایع بی‌رنگ است. این ترکیب در دمایی معمولی اتاق 25 درجه سانتی گراد اگر گروه متیلی متصل به کربن دوگانه دهنده قوی باشد رزوناسی شدیدی بین کربن و اکسیژن انجام می شود.